# 에미리 (1992년)
에미리(일본어: 英美里, Emily, 1992년 5월 24일 ~ )는 일본의 모델이자 레이싱 모델이다. 가나가와현 출신이다. 